# Montovolo
Montòvolo (962 m) è una montagna dell'Appennino bolognese.

## Descrizione
Il monte fa parte dello stesso complesso montuoso del monte Vigese; esso è compreso nel Parco provinciale di Montovolo-Vigese, un'area protetta estesa per circa 34 ettari e istituita nel 1972, che conserva molte specie animali e vegetali (carpino nero, castagno) ed è importante anche dal punto di vista storico-artistico per i monumenti inclusi in esso. Il nome deriva molto probabilmente dalla forma rotonda e massiccia del monte, che ricorda quella di un uovo.
Ubicato nel territorio comunale di Grizzana Morandi, Montòvolo si erge sulla valle destra del fiume Reno ed è composto da rocce sedimentarie; è famoso per via del Santuario della Santa Maria della Consolazione di Montòvolo (912 m) che gravita sui suoi pendii, raggiungibile dall'abitato di Campolo. Da non perdere, visitabile solo su prenotazione, l'oratorio di Santa Caterina d'Alessandria posto nei pressi del santuario riccamente affrescato.
Nella zona si possono gustare prodotti tipici locali, come funghi e tartufi con ristoranti dedicati.

## Il santuario

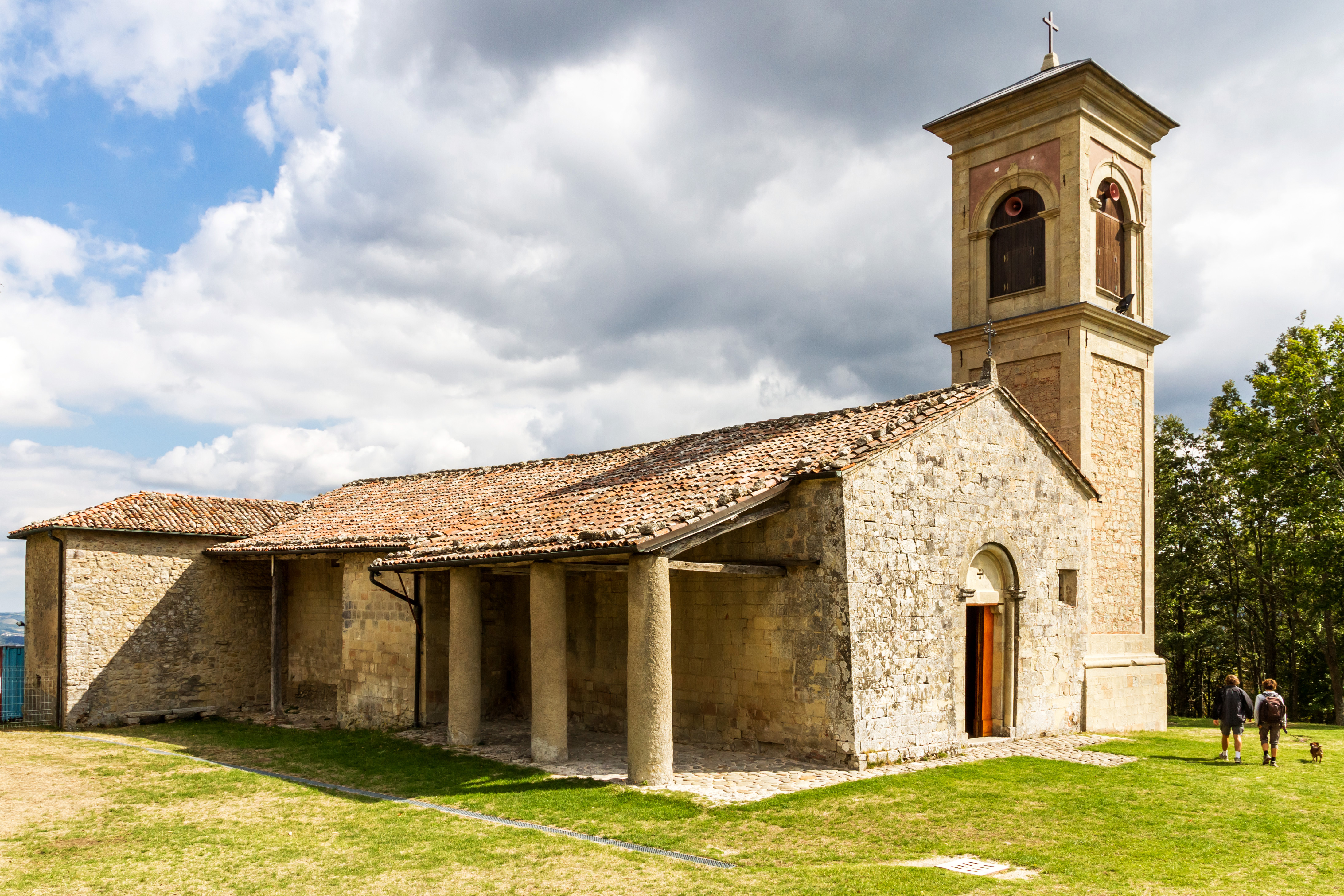
Santuario della Beata Vergine della Consolazione

Montòvolo è stato un luogo di culto sin dall'età pagana, ma il santuario odierno, dedicato a Santa Maria della Consolazione, risale al XIII secolo, quando venne ricostruito sulle macerie di una chiesa donata nel 1054 dal vescovo Adalfredo ai canonici di San Pietro di Bologna e distrutta nel 1240 dai ghibellini che parteggiavano per Federico II di Svevia. L'edificio attuale è opera dei maestri comacini e conserva parte della vecchia costruzione (le absidi, le monofore e i capitelli) nonché numerosi affreschi devozionali del Quattrocento. Sul campanile si può osservare una meridiana tuttora funzionante.

## L'oratorio
In prossimità della cima della montagna, è presente l'Oratorio di Santa Caterina di Alessandria, risalente probabilmente anch'esso al XIII secolo, che conserva degli affreschi quattrocenteschi realizzati da alcuni pittori toscani raffiguranti Santa Caterina, una Crocifissione e un Giudizio Universale.

## Galleria d'immagini

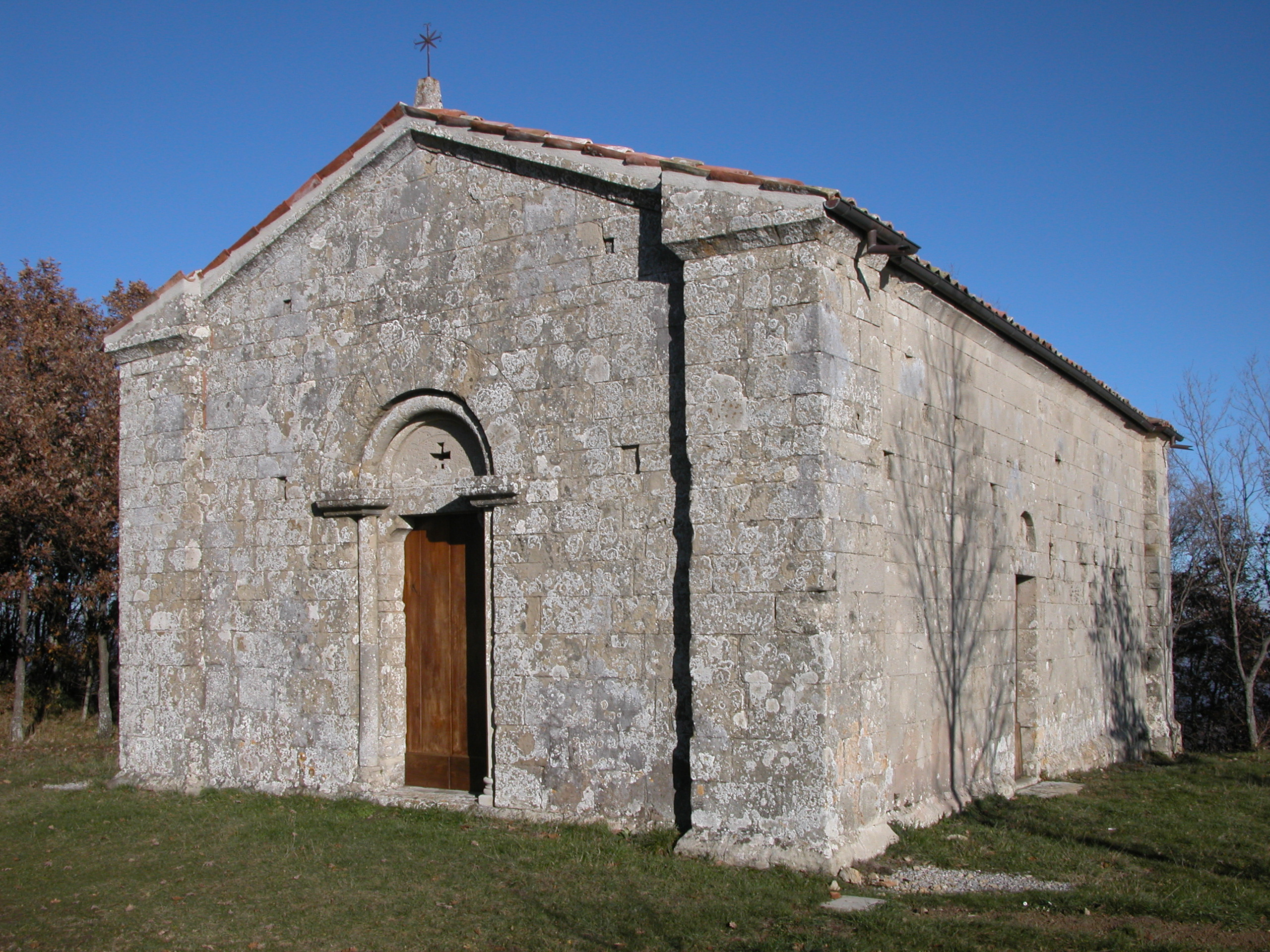
Oratorio di Santa Caterina d'Alessandria
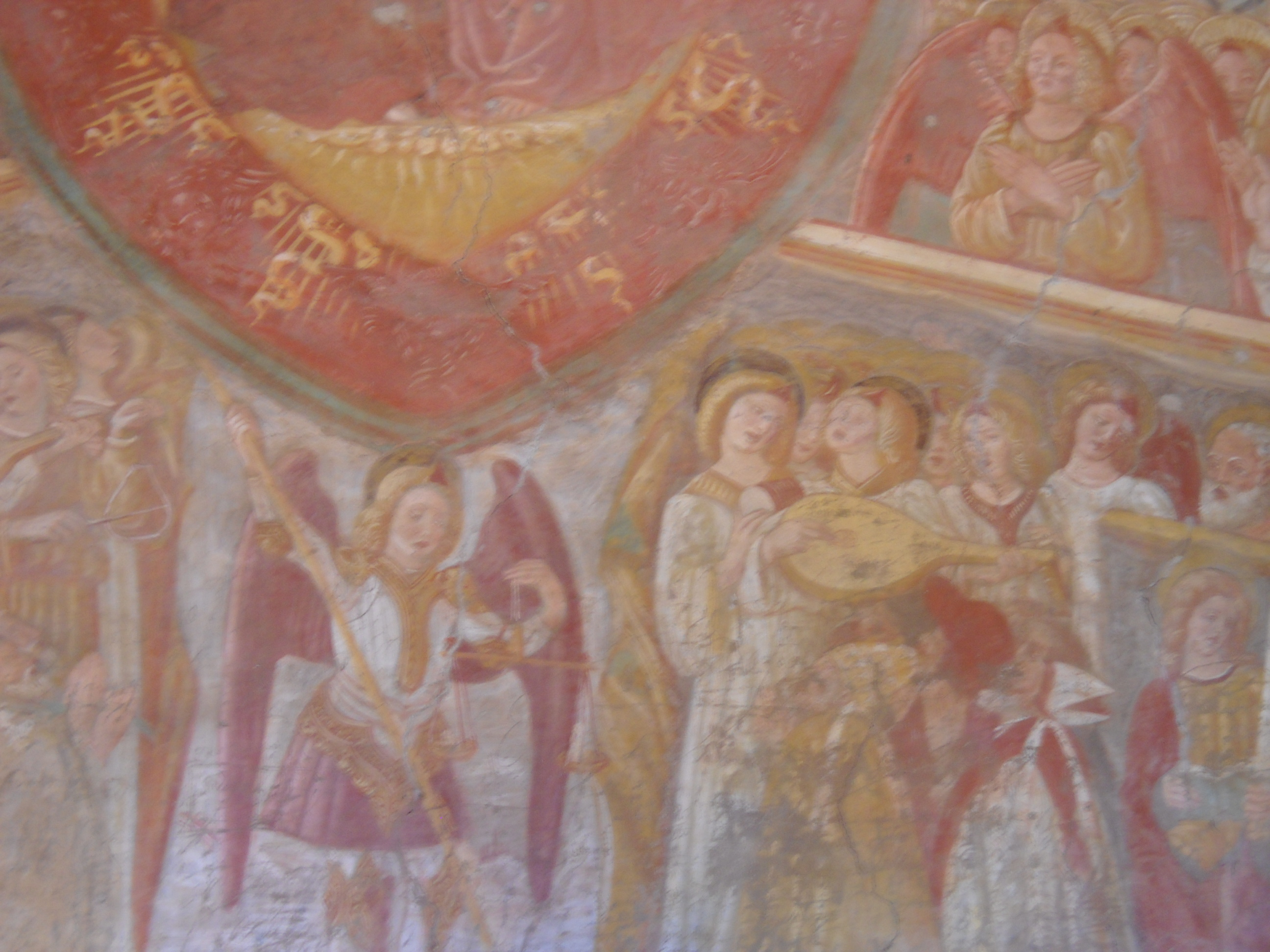
Affreschi all'interno dell'oratorio di Santa Caterina a Montovolo
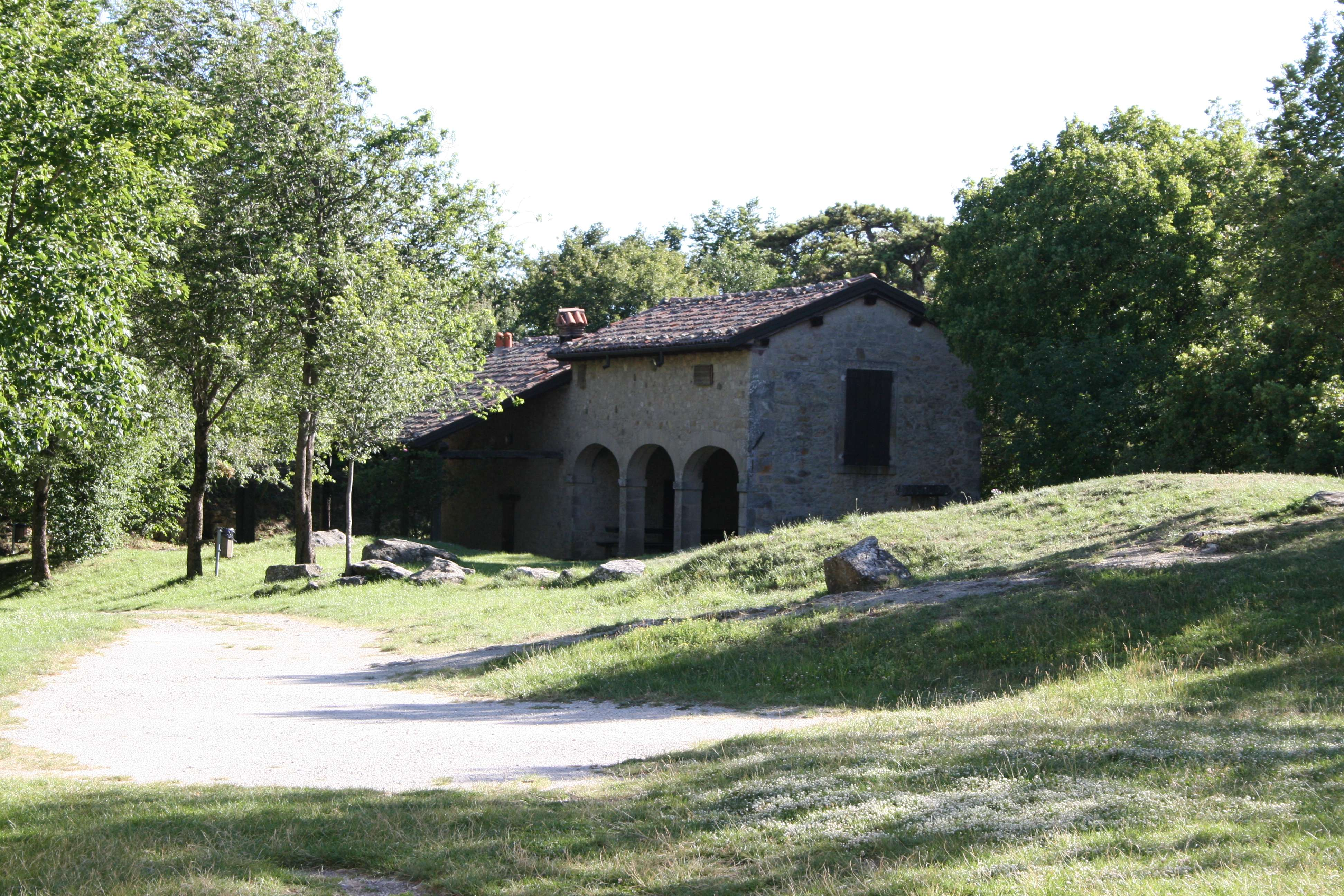
La foresteria